# Franz Danksagmüller
Franz Danksagmüller (* 1969 in St. Martin im Innkreis) ist ein österreichischer Komponist und Organist.

## Leben
Franz Danksagmüller erhielt erste musikalische Unterweisungen in Klavier, Orgel und Theorie von seinem Vater.
1980–1988 war er Schüler von Walther R. Schuster in Passau. Es folgte das Studium von Kirchenmusik und Orgel bei Michael Radulescu sowie Komposition bei Dietmar Schermann und Erich Urbanner an der Hochschule für Musik und darstellende Kunst Wien. Zwischen 1993 und 1995 studierte er Orgel bei Daniel Roth in Saarbrücken und danach elektronische Musik und Musiktechnologie am Studio for Advanced Music & Media Technology bei Karlheinz Essl an der Anton Bruckner Privatuniversität Linz.
Danksagmüller war von 1990 bis 1994 Kirchenmusiker an der Wiener Karlskirche, von 1994 bis 1999 Organist in St. Elisabeth und gleichzeitig von 1993 bis 1999 Lehrer am Konservatorium für Kirchenmusik in Linz. Von 1995 bis 2003 unterrichtete er auch als Lehrbeauftragter für Orgel und Improvisation an der Universität für Musik und darstellende Kunst in Wien. Von 1999 bis 2005 war er Domorganist und Komponist am Dom zu St. Pölten. Seit Oktober 2005 ist er Professor für Orgel und Improvisation an der Musikhochschule Lübeck.

## Werk
Seine Kompositionen umfassen Kammermusik, Musik für Orgel, Chor und Elektronik sowie Film- und Theatermusik.
Zu seinen Projekten zählen Musik zu Stummfilmen in unterschiedlichsten Besetzungen u. a. in Kopenhagen, Göteborg, Barcelona, Porto und Tokyo, Crossover-Projekte mit der Sängerin Lauren Newton, bux21 über Themen von Dieterich Buxtehude mit dem Saxophonisten Bernd Ruf und Mozart deconstructed mit dem Komponisten Karlheinz Essl, ein Improvisationskonzert mit dem Cellisten Dave Eggar (New York) über Internet, Aufführungen in der Philharmonie Luxembourg und dem  Concertgebouw in Amsterdam, bei den 5.  Filmmusiktagen Sachsen-Anhalt in Halle (Saale), Kompositionen für den Internationalen Buxtehude-Orgelwettbewerb, der Elgar Concert Hall in Birmingham, dem International Holland Organ Festival in Alkmaar sowie eine Performance für Orchester, Live-Elektronik und Stimme mit dem Dirigenten Martin Haselböck und dem Hollywood-Schauspieler John Malkovich. Seine Kammeroper Nova – Imperfecting Perfection wurde im Rahmen des Deutschen Evangelischen Kirchentags 2019 in Dortmund uraufgeführt.